# Julian Marley
Pour les articles homonymes, voir Marley.
Julian Ricardo Marley (né le 4 juin 1975 à Londres) est un musicien de reggae britannique. Il est le fils de Bob Marley et de Lucy Pounder. Il appartient au mouvement rastafari. Julian a passé son enfance entre l'Angleterre et la Jamaïque. Formé à la musique dès son plus jeune âge, il est entre autres claviériste, batteur, bassiste et guitariste.
En 1989, il s'implique dans la création de la maison de production « Ghetto Youths Crew » en compagnie de ses frères Ziggy et Stephen.
En 1996, il réalise un album solo, Lion in the Morning, et entame une tournée internationale. En 1997, il participe avec son frère Damian au festival itinérant Lollapalooza à travers l'Amérique du Nord.
En 2008, le gouvernement jamaïcain a invité Julian et le groupe Uprising à représenter la Jamaïque et à se produire aux Jeux olympiques de Pékin.
Le 15 juin 2019, il perd sa fille de 11 ans, Caveri Marley, des suites d'un cancer.
Son dernier album, As I Am, est sorti en 2019.

## Discographie
- 1996 - Lion In The Morning
- 2003 - A Time And Place
- 2009 - Awake
- 2019 - As I Am